# Masaya Onosaka
Masaya Onosaka (小野坂 昌也 Onosaka Masaya), nascido em 13 de Outubro de 1964, em Osaka) é um seiyū, que trabalha para a Aoni Production. Em 2010, ele ganhou o prêmio de "Melhor Personalidade" no Seiyū Awards.

## Trabalhos notáveis

### Anime
- Agent Aika (Mochikusa)
- Angelic Layer (Ichiro Mihara)
- Baccano! (Isaac Dian)
- Beast Machines (Obsidian)
- Bleach (Shinji Hirako)
- Bobobo-bo Bo-bobo (Don Patch)
- Cardcaptor Sakura (Cerberus (big))
- Captain Tsubasa J (Ryōma Hino, Announcer, others)
- Daigunder (Dorimogu)
- Digimon Frontier (SkullSatamon 1)
- Gun X Sword (Kaiji)
- Hajime no Ippo (Takeshi Sendo)
- Hetalia: Axis Powers (France)
- JoJo's Bizarre Adventure: Stardust Crusaders (Alessi)
- Kamikaze Kaito Jeanne (Kaisei)
- Kinnikuman Nisei (Kinniku Mantarou)
- Koutetsu Sangokushi (Chouhi Masunori)
- Lovely Complex (Haruka Fukagawa)
- Magic User's Club (Takeo Takakura)
- MÄR (Nanashi)
- Moetan (Ah-kun)
- Omishi Magical Theater: Risky Safety (Moe's Father)
- One Piece (Chuu, Sham, Spandam, Spandine)
- Oruchuban Ebichu (Employee, Kenji)
- Pet Shop of Horrors (Leon Orcot)
- Pokémon (Masaki Sonezaki)
- Power Stone (Fokker)
- The Prince of Tennis (Takeshi Momoshiro, Rick (ep 173))
- MegaMan NT Warrior (Torakichi Aragoma)
- Sailor Moon (Jadeite)
- Saint Seiya (Hydra Ichi)
- Shaman King (Ryō Kōjiro)
- Slam Dunk (Hikoichi Aida, Yasuharu Yasuda)
- The Soul Taker (Shiro Mibu)
- Sousei no Aquarion (Pierre)
- Spiral: Suiri no Kizuna (Takashi Sonobe)
- Tengen Toppa Gurren Lagann (Leeron)
- Tokyo Mew Mew (Asano-kun)
- Trigun (Vash the Stampede)
- Wolf's Rain (Ik)
- Yomigaeru Sora - Rescue Wings (Taigo Nihonmatsu)

### OVA
- Agent Aika (Juntarō Michikusa)
- .hack//SIGN (Piroshi)
- Gatchaman (G-1 (Ken the Eagle))
- Magic User's Club (Takeo Takakura)
- Mobile Suit Gundam Seed Astray (Lowe Guele)
- Nineteen 19 (青涩岁月)
- Nurse Witch Komugi (Shiro Mibu)
- Tales of Symphonia: The Animation (Zelos Wilder)
- The Prince of Tennis (Takeshi Momoshiro)

### Filmes
- Cardcaptor Sakura: The Sealed Card (Cerberus (big))
- JoJo's Bizarre Adventure: Phantom Blood (Robert Edward O Speedwagon)
- Kinnikuman Nisei (Kinniku Mantarou)
- Millennium Actress (Kyoji Ida)
- The Prince of Tennis: The Two Samurai (Takeshi Momoshiro)
- Saint Seiya Tenkai Hen: Overture Hydra Ichi

### Video games
- .hack (Piroshi)
- Dynasty Warriors séries (Zhao Yun, Zhuge Liang)
- Gungrave (Balladbird Lee)
- Magna Carta (video game) (Chris)
- Persona 3 (Jin)
- Rogue Galaxy (Simon Wicard)
- Tales of Symphonia (Zelos Wilder)
- Tales of Symphonia: Dawn of the New World (Zelos Wilder)
- Valkyrie Profile (Jun)
- Valkyrie Profile: Lenneth (Jun)
- Kinnikuman Generations (Kinniku Mantaro)

### Redublando
- The Wild Thornberrys (Bald Eagle, Giant Anteater, Gemsbok)

### CD
- D.N.Angel "trilogy" (with Soichiro Hoshi and Tomokazu Seki) - "Groovy Blue" (Dark Mousy)

### Outros
- D.N.Angel Wink séries (Dark Mousy)
- Axis Powers: Hetalia (France)

### CD singles
- The Prince of Tennis The Best Of Seigaku Players séries (IX) - "Jump" (Takeshi Momoshiro)
- The Prince of Tennis On the Raido Theme séries (September, 2004) - "SAYONARA" (Takeshi Momoshiro)